# Piper pachyphyllum
Piper pachyphyllum är en pepparväxtart som beskrevs av Joseph Dalton Hooker. Piper pachyphyllum ingår i släktet Piper och familjen pepparväxter. Inga underarter finns listade i Catalogue of Life.